# Mesiá (ort i Grekland, Östra Makedonien och Thrakien)
Mesiá (Mesia) är en ort i Grekland.   Den ligger i prefekturen Nomós Kaválas och regionen Östra Makedonien och Thrakien, i den nordöstra delen av landet, 300 km norr om huvudstaden Aten. Mesiá ligger 130 meter över havet och antalet invånare är 170.
Terrängen runt Mesiá är kuperad åt sydost, men åt nordväst är den bergig. Runt Mesiá är det ganska glesbefolkat, med 47 invånare per kvadratkilometer. Närmaste större samhälle är Kavála, 19,8 km öster om Mesiá. I omgivningarna runt Mesiá växer i huvudsak blandskog.